# Тајне авантуре кућних љубимаца
Тајне авантуре кућних љубимаца (енгл. The Secret Life of Pets) амерички је 3Д анимирани филм из 2016. године. Режисер филма је Крис Ренауд, корежисер Јароу Чени, писци Брајан Линч, Кинко Пол и Кен Дарио и представља први филм истоимене франшизе. Главне улоге тумаче Луј Си Кеј, Ерик Стоунстрит, Кевин Харт, Стив Куган, Ели Кемпер, Боби Мојнихан, Лејк Бел, Дејна Карви, Ханибал Барс, Џени Стејт и Алберт Брукс.
Тајне авантуре кућних љубимаца премијерно је приказан 16. јуна 2016. на филмском фестивалу у Ансију, док је у америчким биоскопима изашао 8. јула исте године, реализован од стране Јуниверсал пикчерса. Филм је добио углавном позитивне критике и зарадио је преко 885 милиона долара широм света, чиме је постао шести филм који је највише зарадио 2016. године и био је најпрофитабилније издање године.
Наставак, Тајне авантуре кућних љубимаца 2, изашао је 7. јуна 2019. године са Петоном Осволт који је преузео улогу Макса од Луј Си Кеја.

## Радња
Прави живот једне ужурбане стамбене зграде на Менхетну почиње када екипа на две ноге оде на посао или у школу. Тада љубимци с различитим пругама, крзнима и перјем почињу своју осмочасовну рутину: друже се једни с другима, препричавају догодовштине с њиховим власницима, набацују неодољив изглед да би добили боље грицкалице и гледају канал Анимал Планет као да је реч о ријалити програму.
Главни пас у згради, Макс, оштроумни теријер спасен са улице који је убеђен да је средиште универзума његове власнице Кејти, доживљава да му се живот окрене наглавачке када она кући доведе Ђука, аљкавог и огромног мешанца без трунке знања о понашању према другима. Када се овај неочекивани двојац нађе на опасним улицама Њујорка, морају различитости да ставе на страну и уједине се против пуфнастог, али препреденог, зеке по имену Грудвица, који гради војску љубимаца које су напустили њихови власници и жели да се освети човечанству и све то пре но што се Кејти врати кући за вечеру.

## Улоге
| Име лика | Оригинални глас | Српски глас        |
| -------- | --------------- | ------------------ |
| Макс     | Луј Си Кеј      | Марко Марковић     |
| Дјук     | Ерик Стоунстрит | Милан Чучиловић    |
| Грудвица | Кевин Харт      | Данијел Сич        |
| Дивна    | Јени Слат       | Милена Живановић   |
| Кејти    | Ели Кемпер      | Ивана Кнежевић     |
| Тиберије | Алберт Брукс    | Бојан Лазаров      |
| Клои     | Лејк Бел        | Јелена Стојиљковић |
| Дека     | Дејна Карви     | Милан Антонић      |
| Бади     | Ханибал Бурес   | Бранислав Јевтић   |
| Мел      | Боби Мојнихан   | Иван Томић         |
| Норман   | Крис Рено       | Славен Дошло       |